# Di que sí (película de 2004)
Di que sí es una película española de 2004 dirigida por Juan Calvo.

## Argumento
La vida de Víctor Martínez (Santi Millán), un tímido acomodador de cine de 36 años que vive con su madre (Chus Lampreave), cambia radicalmente cuando conoce a la aspirante a actriz Estrella Cuevas (Paz Vega). Por equivocación, ambos coinciden en un concurso de televisión, se conocen y terminan enamorándose.

## Reparto

### Protagonistas
- Paz Vega, como Estrella Cuevas.
- Santi Millán, como Víctor Martínez.
- Constantino Romero, como Amador Rosales.
- Santiago Segura, como Oscar Vázquez.
- Chus Lampreave, como madre de Víctor.
- Pepe Viyuela, como Salvador Asension y vigilante jurado.
- Ornella Muti, como Francesca, la directora.

### Resto del elenco
- Fernando Caballero, como policía nacional.
- Sagrario Calero, como taquillera.
- Ana Chávarri, como Vicky.
- Guacimara Correa, como Pili.
- Luis Cuenca, como Arturo.
- Lucas Fuica, como sacerdote.
- Carlos Gascón, como Alex.
- Daniel Grao, como azafato del programa.
- Begoña Guillén, como policía nacional.
- José Miguel Litago, como vigilante quinqui.
- Albert López-Murtra, como policía nacional.
- Anna Mateeva, como "Rubia".
- Rocío Mejías, como Rosa.
- Isidro Montalvo, como regidor.
- Santiago Nogués, como Juanjo.
- Esperanza Pedreño, como vigilante.
- María Ripalda, como amiga de la madre de Víctor.
- Marta Suárez, como Yolanda.
- Rosa Sáez, como operadora de cámara.
- Manuel Tallafé, como encapuchado.
- José Luis Torrijo, como realizador.
- Chema Trujillo, como Chema.
- Javier Ultra, como vigilante tonto.

## Localización del rodaje
La película fue rodada en las ciudades de Madrid y Oropesa del Mar (Castellón).